# 由治及興
由治及興是中华人民共和国和香港特别行政区官方於2022年實施《香港国安法》後提出的施政概念，其聲稱香港正在由安定（「治」）逐漸發展为繁榮（「興」）。該概念首先由中共中央总书记习近平在2022年中国共产党第二十次全国代表大会提出，其稱要全面準確、堅定不移貫徹「一国两制」，推動香港進入「由亂到治」走向「由治及興」的新階段；而香港行政长官李家超之後則稱2023年是香港「由治及興」的開啟之年。

## 流行文化
2023年4月23日，LIHKG討論區（連登）上有會員發表一篇時事討論帖文，題為「而家社會氣氛沉滯到好似等緊大事發生咁」（官白：如今社會氣氛低沉得好像在等大事發生一樣）。其後一名網名為「水原千鶴」的親共會員發表首則回應稱：「咁係因為你悲觀，我睇到由治及興帶嚟嘅好處。」（官白：這是因為你悲觀，我看到由治及興帶來的好處。）。結果此回應在香港的網絡界爆紅，演變成政治黑色幽默以至網路迷因，經常被香港網民引用。